# Кентубек (Западно-Казахстанская область)
Кентубек (каз. Кеңтүбек, до 199? г. — Григорьевка) — аул в Бурлинском районе Западно-Казахстанской области Казахстана. Административный центр Кентубекского сельского округа. Код КАТО — 273647100.
Аул расположен на левом берегу реки Утва.

## Население
В 1999 году население аула составляло 909 человек (457 мужчин и 452 женщины). По данным переписи 2009 года, в ауле проживали 953 человека (466 мужчин и 487 женщин).